# 20 Gwardyjska Dywizja Zmechanizowana
20 Gwardyjska Przykarpacko-Berlińska Dywizja Zmechanizowana (ros. 20-я гвардейская мотострелковая Прикарпатско-Берлинская Краснознамённая ордена Суворова дивизия) – związek taktyczny Armii Radzieckiej przejęty przez Siły Zbrojne Federacji Rosyjskiej.
W końcowym okresie istnienia Związku Socjalistycznych Republik Radzieckich dywizja stacjonowała na terenie Niemieckiej Republiki Demokratycznej. W tym czasie wchodziła w skład 1 Gwardyjskiej Armii Pancernej. Utrzymana do 2008 w 8 KA w Wołgogradzie. Ponownie sformowana.

## Struktura organizacyjna
Skład w 1990:
- dowództwo i sztab – Grimma
- 29 Gwardyjski Lubliniecki pułk zmotoryzowany;
- 67 Gwardyjski Jarosławski pułk zmotoryzowany;
- 242 Gwardyjski Zaleszycki pułk zmotoryzowany;
- 576 Gwardyjski Bobrujski pułk zmotoryzowany;
- 20 batalion czołgów;
- 944 Gwardyjski Czemowidzko-Gnieźnieński pułk artylerii samobieżnej;
- 358 Gwardyjski Przykarpacko-Gnieźnieński pułk rakiet przeciwlotniczych;
- 487 dywizjon przeciwpancerny;
- 68 Gwardyjski batalion rozpoznawczy;
- 454 Gwardyjski Przykarpacki batalion łączności;
- 133 Gwardyjski Przykarpacki batalion inżynieryjno-saperski;
- 153 batalion obrony przeciwchemicznej;
- 1124 batalion zaopatrzenia;
- 39 batalion remontowy;
- 347 batalion medyczny.